# Michael Kolkmann

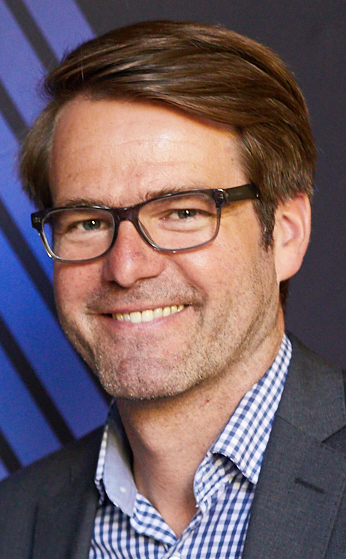
Michael Kolkmann, 2017

Michael Kolkmann (* 1971 oder 1972) ist ein deutscher Politikwissenschaftler.

## Leben
Michael Kolkmann studierte von 1993 bis 1999 zunächst Politikwissenschaft und Geschichte in Hannover und Bonn sowie an der American University in Washington DC und in Potsdam. Als Diplom-Politikwissenschaftler war er nach einem Forschungsaufenthalt am German American Center for Visiting Scholars in Washington, D.C. ab 2001 für die Europäische Akademie Bayern tätig. 2004 promovierte er dann an der Martin-Luther-Universität Halle-Wittenberg, wo er am Lehrstuhl der politikwissenschaftlichen Fakultät als Dozent tätig ist.

### Forschung
Kolkmanns Forschungsschwerpunkte sind in den Themen „Politisches System der Bundesrepublik Deutschland und der USA“, „Außenpolitik der USA“ und den „Transatlantischen Beziehungen“ angesiedelt.

## Publikationen (Auswahl)
- Handelspolitik im US-Kongress. Die Normalisierung der US-chinesischen Handelsbeziehungen. Verlag für Sozialwissenschaften, Opladen 2005.
- Test für die Republikanische Mehrheit. Ergebnis und Konsequenzen der ‚Filibuster'-Debatte im amerikanischen Senat. In: SWP-Aktuell. Band 24, Juni 2005.
- Die China-Politik der USA. Konzepte – Erfahrungen – Perspektiven. In: SWP-Studie. S 09, April 2005.
- Ein Mandat für die Republikaner? Ergebnis und Konsequenzen der Kongreßwahlen in den USA. In: SWP-Aktuell. Band 52, November 2004.
- Die „Presidential Debates“ in den USA. Entwicklung und Bedeutung der Fernsehdebatten im amerikanischen Präsidentschaftswahlkampf. In: SWP-Diskussionspapier. September 2004.
- Die Abgeordneten des Brandenburgischen Landtages. Alltag für die Bürger. Hrsg.: Suzanne S. Schüttemeyer, Malte Lübker, Michael Kolkmann. Potsdamer Universitätsverlag, Potsdam 1999.